# Guld- och platinacertifikat
Guld- och platinacertifikat, ofta benämnt guldskiva respektive platinaskiva, är en utmärkelse som delas ut av International Federation of the Phonographic Industry om ett album eller en singel säljer visst mycket. Nivån fastställs i allmänhet av en musikbranschorganisation och är olika för olika länder. I de flesta europeiska länder är det International Federation of the Phonographic Industry (IFPI) som sätter nivåerna, medan det i USA är Recording Industry Association of America (RIAA).
Den allra första platinaskivan som delades ut var till Eagles Their Greatest Hits (1971-1975), för en miljon sålda exemplar. I USA finns även multi-platina som delas ut för två miljoner sålda exemplar, och diamant-skivor för tio miljoner sålda exemplar.
Ska inte förväxlas med programmeringsbegreppet gone gold.

## Aktuella nivåer för guldcertifikat
| Land           | Album   | Singel  | Folkmusik | Jazz   | Klassiskt | Barn   | Låt (streams; strömningar) | Gäller år | Ref            |
| -------------- | ------- | ------- | --------- | ------ | --------- | ------ | -------------------------- | --------- | -------------- |
| Danmark        | 10 000  | -       |           |        |           |        | 4 500 000                  | 2016      | [ 1 ]          |
| Finland        | 10 000  | -       |           |        |           |        | 2 000                      | 2019      | [ 2 ]          |
| Japan          | 100 000 | 100 000 |           |        |           |        |                            | [när?]    | [källa behövs] |
| Norge          | 15 000  |         |           |        |           |        |                            | [när?]    | [ 3 ]          |
| Sverige        | 15 000  | -       | 10 000    | 10 000 | 10 000    | 10 000 | 4 000 000                  | 2018      | [ 4 ]          |
| Storbritannien | 100 000 | 400 000 |           |        |           |        |                            | [när?]    | [ 5 ]          |
| USA            | 500 000 | 500 000 |           |        |           |        |                            | [när?]    | [ 6 ] [ 7 ]    |

## Nivåer för platinacertifikat
| Land           | Album     | Singel    | Folkmusik | Jazz   | Klassiskt | Barn   | Låt (streams; strömningar) | Gäller år | Ref            |
| -------------- | --------- | --------- | --------- | ------ | --------- | ------ | -------------------------- | --------- | -------------- |
| Danmark        | 20 000    | -         |           |        |           |        | 9 000 000                  | 2016      | [ 1 ]          |
| Finland        | 20 000    | -         |           |        |           |        | 4 000                      | 2019      | [ 2 ]          |
| Japan          | 250 000   | 250 000   |           |        |           |        |                            | [när?]    | [källa behövs] |
| Sverige        | 30 000    | -         | 20 000    | 20 000 | 20 000    | 20 000 | 8 000 000                  | 2018      | [ 4 ]          |
| Storbritannien | 300 000   | 600 000   |           |        |           |        |                            | 2015-     | [ 8 ]          |
| USA            | 1 000 000 | 1 000 000 |           |        |           |        |                            | [när?]    | [ 6 ] [ 7 ]    |

## I Sverige
Detta liknar den amerikanska varianten, men man behöver inte sälja lika många exemplar i Sverige. 2018 försvann certifikatet för fysiska singelskivor, vilket ersattes med "streams" (antal strömningar av en låt). År 2024 ändrades tröskelvärdena för certifiering igen.
| Medium           | Silver     | Guld       | Guld      | Guld      | Guld      | Platina   | Platina   | Platina    |
| ---------------- | ---------- | ---------- | --------- | --------- | --------- | --------- | --------- | ---------- |
|                  | 1960-talet | 1960-talet | 2010-2018 | 2018-2023 | 2024      | 2010-2018 | 2018-2023 | 2024       |
| Album            |            |            | 20 000    | 15 000    | 15 000    | 40 000    | 30 000    | 30 000     |
| DVD              |            |            |           | 10 000    | 5 000     |           | 20 000    | 10 000     |
| Folkmusik        |            |            |           | 10 000    | 10 000    |           | 20 000    | 20 000     |
| Jazz             |            |            |           | 10 000    | 10 000    |           | 20 000    | 20 000     |
| Klassiskt        |            |            |           | 10 000    | 10 000    |           | 20 000    | 20 000     |
| Singel (streams) | 50 000     | 100 000    |           | 4 000 000 | 6 000 000 |           | 8 000 000 | 12 000 000 |